# 維羅納沃克 (佛羅里達州)
維羅納沃克（英語：Verona Walk）是位於美國佛羅里達州科利爾縣的一個人口普查指定地區。

## 地理
維羅納沃克的座標為26°05′14″N 81°40′43″W / 26.08722°N 81.67861°W，而該地最高點為海拔高度2米（即7英尺）。

## 人口
根據2010年美國人口普查的數據，維羅納沃克的面積為4.10平方千米，當中陸地面積為4.10平方千米，而水域面積為0.00平方千米。當地共有人口1782人，而人口密度為每平方千米434人。